# Kamil Conteh
Kamil Amadu Conteh (Londra, 26 dicembre 2002) è un calciatore inglese naturalizzato sierraleonese, centrocampista del Bristol Rovers e della nazionale sierraleonese.

## Carriera

### Club
Cresciuto nel settore giovanile del Watford, ha esordito in prima squadra l'8 gennaio 2022, disputando l'incontro di FA Cup perso per 4-1 contro il Leicester City. Il 5 febbraio successivo, viene ceduto in prestito al Braintree Town, società militante in National League South (sesta divisione inglese), fino al termine della stagione.
Il 19 maggio 2022 viene acquistato a titolo definitivo dal Middlesbrough, a cui si unirà ufficialmente a fine giugno.

### Nazionale
Il 24 marzo 2022 ha esordito con la nazionale sierraleonese, giocando l'amichevole persa per 3-0 contro il Togo. Alcuni mesi più tardi ha invece giocato la sua prima partita ufficiale in nazionale (una sconfitta per 2-1 sul campo della Nigeria, valevole per le qualificazioni alla Coppa d'Africa 2023).

## Statistiche

### Presenze e reti nei club
Statistiche aggiornate al 9 giugno 2022.
| Stagione        | Squadra         | Campionato      | Campionato | Campionato | Coppe nazionali | Coppe nazionali | Coppe nazionali | Coppe continentali | Coppe continentali | Coppe continentali | Altre coppe | Altre coppe | Altre coppe | Totale | Totale |
| Stagione        | Squadra         | Comp            | Pres       | Reti       | Comp            | Pres            | Reti            | Comp               | Pres               | Reti               | Comp        | Pres        | Reti        | Pres   | Reti   |
| --------------- | --------------- | --------------- | ---------- | ---------- | --------------- | --------------- | --------------- | ------------------ | ------------------ | ------------------ | ----------- | ----------- | ----------- | ------ | ------ |
| 2021-feb. 2022  | Watford         | PL              | 0          | 0          | FACup+CdL       | 1+0             | 0               |                    | -                  | -                  |             | -           | -           | 1      | 0      |
| feb.-mag. 2022  | Braintree Town  | NLS             | 10         | 1          | FACup           | -               | -               |                    | -                  | -                  | FAT         | -           | -           | 10     | 1      |
| Totale carriera | Totale carriera | Totale carriera | 10         | 1          |                 | 1               | 0               |                    | -                  | -                  |             | -           | -           | 11     | 1      |

### Cronologia presenze e reti in nazionale
| Cronologia completa delle presenze e delle reti in nazionale ― Sierra Leone | Cronologia completa delle presenze e delle reti in nazionale ― Sierra Leone | Cronologia completa delle presenze e delle reti in nazionale ― Sierra Leone | Cronologia completa delle presenze e delle reti in nazionale ― Sierra Leone | Cronologia completa delle presenze e delle reti in nazionale ― Sierra Leone | Cronologia completa delle presenze e delle reti in nazionale ― Sierra Leone | Cronologia completa delle presenze e delle reti in nazionale ― Sierra Leone | Cronologia completa delle presenze e delle reti in nazionale ― Sierra Leone |
| Data                                                                        | Città                                                                       | In casa                                                                     | Risultato                                                                   | Ospiti                                                                      | Competizione                                                                | Reti                                                                        | Note                                                                        |
| --------------------------------------------------------------------------- | --------------------------------------------------------------------------- | --------------------------------------------------------------------------- | --------------------------------------------------------------------------- | --------------------------------------------------------------------------- | --------------------------------------------------------------------------- | --------------------------------------------------------------------------- | --------------------------------------------------------------------------- |
| 24-3-2022                                                                   | Antalya                                                                     | Togo                                                                        | 3 – 0                                                                       | Sierra Leone                                                                | Amichevole                                                                  | -                                                                           |                                                                             |
| 27-3-2022                                                                   | Antalya                                                                     | Liberia                                                                     | 0 – 1                                                                       | Sierra Leone                                                                | Amichevole                                                                  | -                                                                           | 63’                                                                         |
| 29-3-2022                                                                   | Brazzaville                                                                 | Rep. del Congo                                                              | 1 – 2                                                                       | Sierra Leone                                                                | Amichevole                                                                  | -                                                                           |                                                                             |
| 9-6-2022                                                                    | Abuja                                                                       | Nigeria                                                                     | 2 – 1                                                                       | Sierra Leone                                                                | Qual. Coppa d'Africa 2023                                                   | -                                                                           |                                                                             |
| 13-6-2022                                                                   | Conakry                                                                     | Sierra Leone                                                                | 2 – 2                                                                       | Guinea-Bissau                                                               | Qual. Coppa d'Africa 2023                                                   | -                                                                           |                                                                             |
| 24-9-2022                                                                   | Johannesburg                                                                | Sudafrica                                                                   | 4 – 0                                                                       | Sierra Leone                                                                | Amichevole                                                                  | -                                                                           | 82’                                                                         |
| 27-9-2022                                                                   | Casablanca                                                                  | RD del Congo                                                                | 3 – 0                                                                       | Sierra Leone                                                                | Amichevole                                                                  | -                                                                           | 81’                                                                         |
| 26-3-2023                                                                   | Agadir                                                                      | São Tomé e Príncipe                                                         | 0 – 2                                                                       | Sierra Leone                                                                | Qual. Coppa d'Africa 2023                                                   | -                                                                           | 68’                                                                         |
| 10-6-2024                                                                   | Bamako                                                                      | Burkina Faso                                                                | 2 – 2                                                                       | Sierra Leone                                                                | Qual. Mondiali 2026                                                         | -                                                                           | 69’                                                                         |
| 6-9-2024                                                                    | Monrovia                                                                    | Sierra Leone                                                                | 0 – 0                                                                       | Ciad                                                                        | Qual. Coppa d'Africa 2025                                                   | -                                                                           | 65’                                                                         |
| 10-9-2024                                                                   | Ndola                                                                       | Zambia                                                                      | 3 – 2                                                                       | Sierra Leone                                                                | Qual. Coppa d'Africa 2025                                                   | -                                                                           | 59’                                                                         |
| Totale                                                                      |                                                                             | Presenze                                                                    | 11                                                                          |                                                                             | Reti                                                                        | 0                                                                           |                                                                             |